# Jaborosa araucana
Jaborosa araucana är en potatisväxtart som beskrevs av Rodolfo Amando Philippi. Jaborosa araucana ingår i släktet Jaborosa och familjen potatisväxter. Inga underarter finns listade i Catalogue of Life.